# Humusz

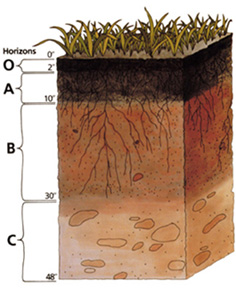
A talaj rétegei. A talaj szerves széntartalma a humusztartalommal (a talaj szervesanyag-tartalmával) arányos. A szerves anyagok az egészséges talaj létfontosságú összetevői, melyek csökkenése leromlott talajhoz vezethet.

A humusz a talaj egyik fontos alkotóeleme: az a szerves anyag a talajban, amely átesett a humifikáció folyamatán. A talajba került növényi (kisebb részben állati) anyagok bomlástermékeiből képződő sötét színű elegy. A humusznak jelentős szerepe van a talaj termőképességének fenntartásában: hatással van a talaj szerkezetére, víz-, levegő- és hőgazdálkodására. A humusz talajokból, tőzegből, lignitből, barnakőszénből nyerhető ki.
A humusz szó latin eredetű, humus jelentése talaj, földfelszín.

## Képződése
A talajban jelenlevő vagy a talajba került szerves anyagok az ott élő mikroorganizmusok és szervetlen anyagok hatására fokozatosan lebomlanak: ez a folyamat a mineralizáció, amely során a bonyolultabb szerves anyagokból oxidációval, dekarboxilezéssel, hidrolízissel vagy egyéb folyamatokkal először egyszerűbb szerves anyagok, majd a növények számára felvehető anyagok (H2O, CO2, kationok és anionok) jönnek létre. A lebomlás során keletkező egyszerűbb szerves anyagok a talajban levő szerves és szervetlen katalizátorok hatására azonban képesek újra szintetizálódni. A humuszképződés az abiotikus és biotikus folyamatok kölcsönhatása révén mehet csak végbe. A talaj humuszkészletét az időegység alatt a talajba jutó szerves anyag mennyisége és humuszosodásának, valamint a humusz ásványosodásának dinamikus egyensúlya határozza meg.
A gyors és eredményes humuszképződés előfeltétele az erős mikrobiális lebontó tevékenység, majd e tevékenység időnkénti szünetelése. A humusz ezért legbőségesebben a mérsékelt övben képződik. Ahol a lebontó tevékenységet semmi sem akadályozza, azaz a szerves anyag teljes mértékben lebomlik, ott nem marad meg a humusz a talajban (pl. trópusi esőerdők talajában). Ahol nem áll rendelkezésre szerves anyag (pl. sivatagban, magas hegységekben), ott nem képződik humusz.